# Alphonse Jacques de Dixmude
Pour les articles homonymes, voir Jacques.
Le baron Alphonse Jacques de Dixmude (Stavelot, 24 février 1858 - Ixelles, 24 novembre 1928), plus connu sous le nom de général Jacques,  est un officier de l'armée belge et un explorateur du Congo. En récompense de ses éminents services durant la guerre 14-18 lors de la défense de la tête de pont de Dixmude, le général Jacques est créé baron par le roi Albert Ier et autorisé à joindre à son nom les mots « de Dixmude ».

## Biographie
Jules Marie Alphonse Jacques est né le 24 février 1858 à Stavelot dans une famille bourgeoise. Il est le fils de Jules Jacques, notaire originaire de Vielsalm, et de Marie Catherine Lamberty. Après être revenu de son quatrième voyage au Congo, Il épouse Pauline Beaupain, fille d'industriel, à Liège le 8 juin 1899 qui lui donne cinq enfants.

### Carrière militaire
En 1876, il est admis à l'École militaire à dix-huit ans et en sort sous-lieutenant au 9e régiment de Ligne le 4 mai 1878. Il est nommé lieutenant en 1885 et il obtient son brevet d'adjoint d'état-major de l'École de guerre le 7 décembre 1886. Il est capitaine en 1894 et capitaine-commandant de réserve en 1899.
Après ses expéditions en Afrique centrale, il devient major et chef de bataillon le 26 juin 1907, commandant en second de l'École militaire le 30 septembre 1908, lieutenant-colonel le 26 juin 1913 et colonel le 31 juillet 1914.

#### Afrique

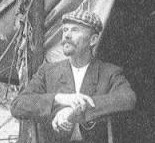
Alphonse Jacques au Katanga en 1903

Envoyé au Congo par la Société antiesclavagiste belge en 1891, Il y fait quatre séjours successifs comme fonctionnaire et comme officier. De 1887-1890, 1891-1894, 1895-1898 et 1902-1905.
Début 1892, il fonde la ville d'Albertville (actuelle Kalemie) et dirige la récolte du caoutchouc de 1895 à 1898 dans la région d'Inongo. Il aide à la maîtrise complète de l'est du territoire au cours des campagnes de l'État indépendant du Congo contre les Arabo-Swahilis. Il est, par ailleurs, mis en cause dans le rapport Casement de 1904.
1887-1890
- 8 mai 1887 : lieutenant adjoint d'état-major, il embarque pour l'Afrique à bord du Vlaanderen et débarque à Boma.
- 25 octobre 1887 : il part avec l'expédition Dhanis-Bia-Ponthier-Wells chargée d’occuper le Haut-Congo et de créer un camp à Batoko avec des postes intermédiaires.
- Aout 1889 : il fonde le poste de Bumba.
- 24 avril 1890 : il rentre en Europe

La Société antiesclavagiste belge avait décidé d'organiser une expédition militaire dont l'objectif était de mettre les populations indigènes du Congo à l'abri des razzias pratiquées par les trafiquants au Tanganyika.
1891-1894 : Expédition anti-esclavagiste
- 2 juin 1891 : il débarque à Zanzibar. Choisi comme chef d'expédition, il prend comme second le lieutenant Renier.
- 3 janvier 1892 : il trouve une position stratégique sur les rives du lac Tanganyika et y fonde Albertville.
- 5 décembre 1892 : la colonne commandée par le lieutenant Duvivier rentre à Albertville pour renforcer et ravitailler Jacques harcelé par les esclavagistes arabes.
- 10 janvier 1893 : le puissant boma arabe situé près d'Albertville est détruit. On en profite pour fonder un poste à Moliro (en), qui sera occupé par le lieutenant Duvivier. Le lieutenant Renier crée dans l'Urua le fort Clémentine.
- avril 1893 : de nouveaux renforts sont reçus par Jacques.
- 6 janvier 1894 : le puissant boma de Mouhissa est pris sans perte.
- 5 février 1894 : Jacques quitte Albertville pour rentrer en Europe.
- 23 juin 1894 : il arrive à Bruxelles.

1895-1898
- 6 aout 1895: il embarque en qualité de commissaire général. Il est désigné pour prendre le commandement du district du lac Léopold II, dont la reconnaissance et l'occupation étaient à faire.
- 25 aout 1898: Il rentre à Bruxelles

1902-1905
- Le 1er décembre 1902, il part pour diriger la mission d'études du chemin de fer du Katanga.

#### Première Guerre mondiale
A la mobilisation en août 1914, le colonel Jacques commande le 12e régiment de Ligne de l'armée belge. Il se bat avec son régiment à Visé, au pont de Wandre, à Queue-du-Bois et à Bellaire pour défendre la position fortifiée de Liège assaillie par les Allemands. Il se met personnellement à la tête de ses troupes au sanglant combat du Sart-Tilman du 5 au 6 août 1914.
Les 11 et 12 septembre 1914 lors du siège d'Anvers, c'est sous le feu de l'artillerie et des mitrailleuses ennemies qu'il porte ses troupes à l'attaque à Haecht et Over-de-Vaart. En octobre 1914 sur le front de l'Yser, il maintient son poste de commandement dans la tête de pont de Dixmude malgré un bombardement incessant et deux blessures. Il arrête ainsi l'armée allemande devant Dixmude, d'où son nom qui deviendra Jacques de Dixmude lorsqu'il sera anobli.  

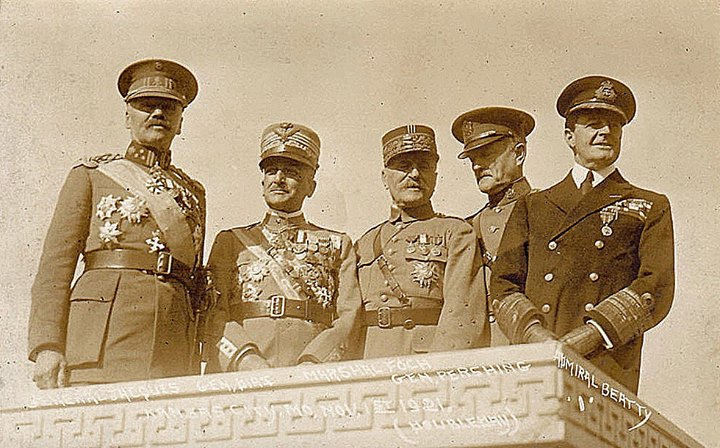
Le général Jacques, le général Diaz, le maréchal Foch, le général Pershing et l'amiral David Beatty à Kansas City, en 1921.

Il est promu général-major le 30 avril 1915 et lieutenant-général (grade le plus élevé dans la hiérarchie militaire belge) le 30 mars 1916. Il prend d’abord le commandement de la 2e brigade de la 3e division, puis celui de cette division même, qui, sous ses ordres, sera plus que jamais la fameuse « Division de Fer » , célèbre déjà depuis Liège. Sa division prend part à de sanglants combats au « Boyau de la mort ». Vu les pertes belges, il prend l'initiative de diminuer l'occupation des tranchées de première ligne.
Le 17 avril 1918, les Allemands lancent dans le secteur de Merckem une attaque massive qui submerge dans un premier temps les soldats de la 3e division. Leur avancée tourne court quand se déclenche une contre-attaque des bataillons du général Jacques bien appuyée par le tir de l'artillerie belge. Les Allemands sont chassés du terrain qu'ils avaient conquis et 800 prisonniers allemands restent entre les mains des Belges.

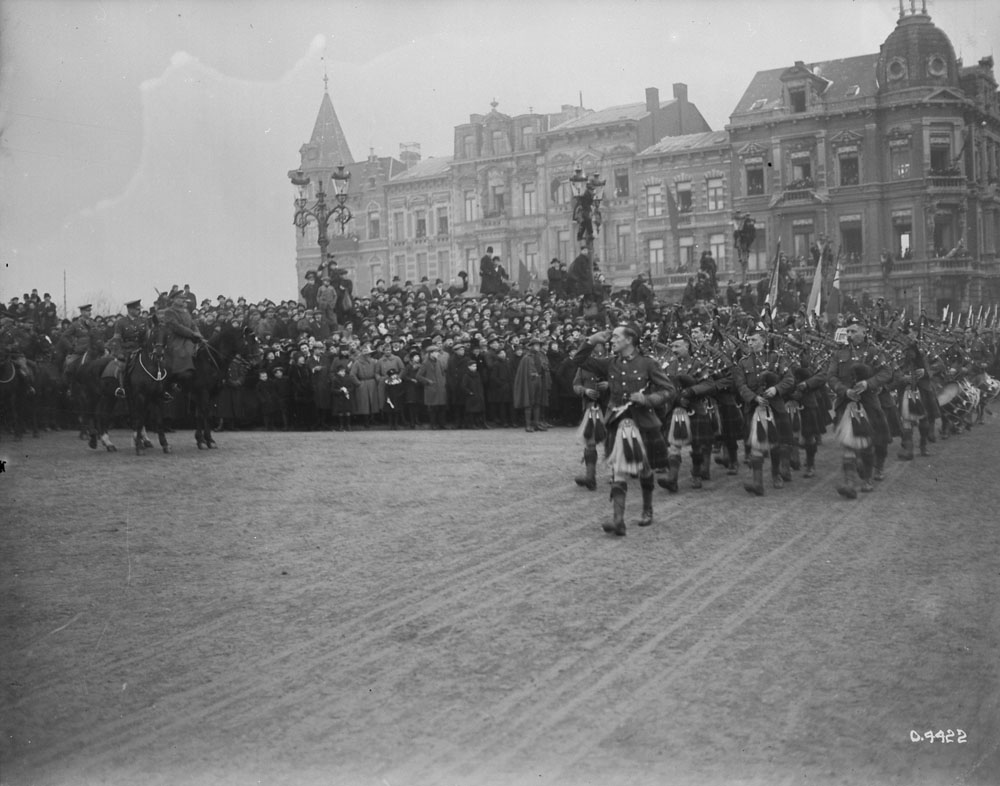
Le 16e bataillon d’infanterie défile devant le général Jacques, passant en revue la 1re Division canadienne à Liège, en février 1919.

Le 28 septembre 1918, le général Jacques prend le commandement du groupement central d’attaque de l'armée belge. Début novembre 1918, le général Jacques commande un groupement des 4e, 9e et 12e divisions qui a la lourde tâche de forcer le passage de l'Escaut au sud de Gand. L'armistice du 11 novembre précèdera cette dernière attaque.

#### Entre-deux-guerres

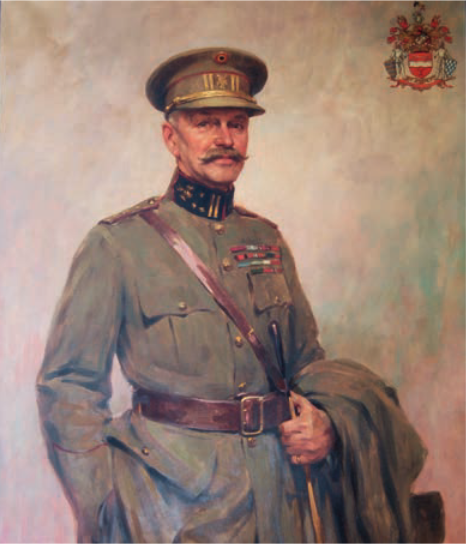
Le général baron Jacques de Dixmude.

Avec la 3e division, il participe à l'occupation de la Rhénanie en juin 1919. À l'occasion de la Fête nationale belge le 21 juillet 1919, le roi Albert Ier de Belgique lui octroie le titre de baron ainsi que le grand cordon de l'ordre de Léopold en récompense de sa bravoure lors de la Première Guerre mondiale. En avril 1923, il est admis à la pension.
À la suite de son décès d'une pneumonie le 24 novembre 1928, des funérailles nationales sont organisées le 29 novembre 1928 à la cathédrale Saints-Michel-et-Gudule de Bruxelles. Il a été inhumé au cimetière de Vielsalm.

## Hommages et distinctions
Le 21 juin 1919, Il est fait baron par le roi Albert Ier auquel s'ajoute le titre « de Dixmude » en octobre 1924.
Des statues l'honorent sur la place de la ville de Dixmude, dans la commune de Hal, de Vielsalm et à Stavelot.
Des voiries portent son nom à Bruxelles (Boulevard Général Jacques), Dixmude, Liège, à Nivelles, à Chaudfontaine et à Verviers (Place Général Jacques)

### Ordres belges
- Grand cordon de l'ordre de Léopold avec palme en 1919 ;
- Commandeur de l'ordre de la Couronne ;
- Croix de guerre avec palmes ;
- Croix militaire de 1re classe ;
- Médaille de l'Yser ;
- Médaille commémorative de la campagne 1914-1918 ;
- Médaille de la Victoire ;
- Médaille commémorative du règne du roi Léopold II ;
- Commandeur de l'ordre de l'Étoile africaine (État indépendant du Congo);
- Chevalier de l'ordre royal du Lion (État indépendant du Congo) ;
- Étoile de Service (État indépendant du Congo) ;
- Médaille de la Campagne Arabe (État indépendant du Congo).

### Ordres étrangers
- Grand officier de la Légion d'honneur (France) ;
- Croix de guerre 1914-1918 avec palme (France) ;
- Grand officier de l'ordre des SS. Michel et George (Grande-Bretagne) ;
- Grand croix de l'ordre de Sainte-Anne avec glaives (Russie) ;
- Commandeur de l'ordre des Saints-Maurice-et-Lazare (Italie) ;
- Médaille de la valeur militaire en argent (Italie) ;
- Army Distinguished Service Medal (Etats-Unis) ;
- Chevalier grand-croix de l'ordre de l'Étoile de Karageorge (Serbie).

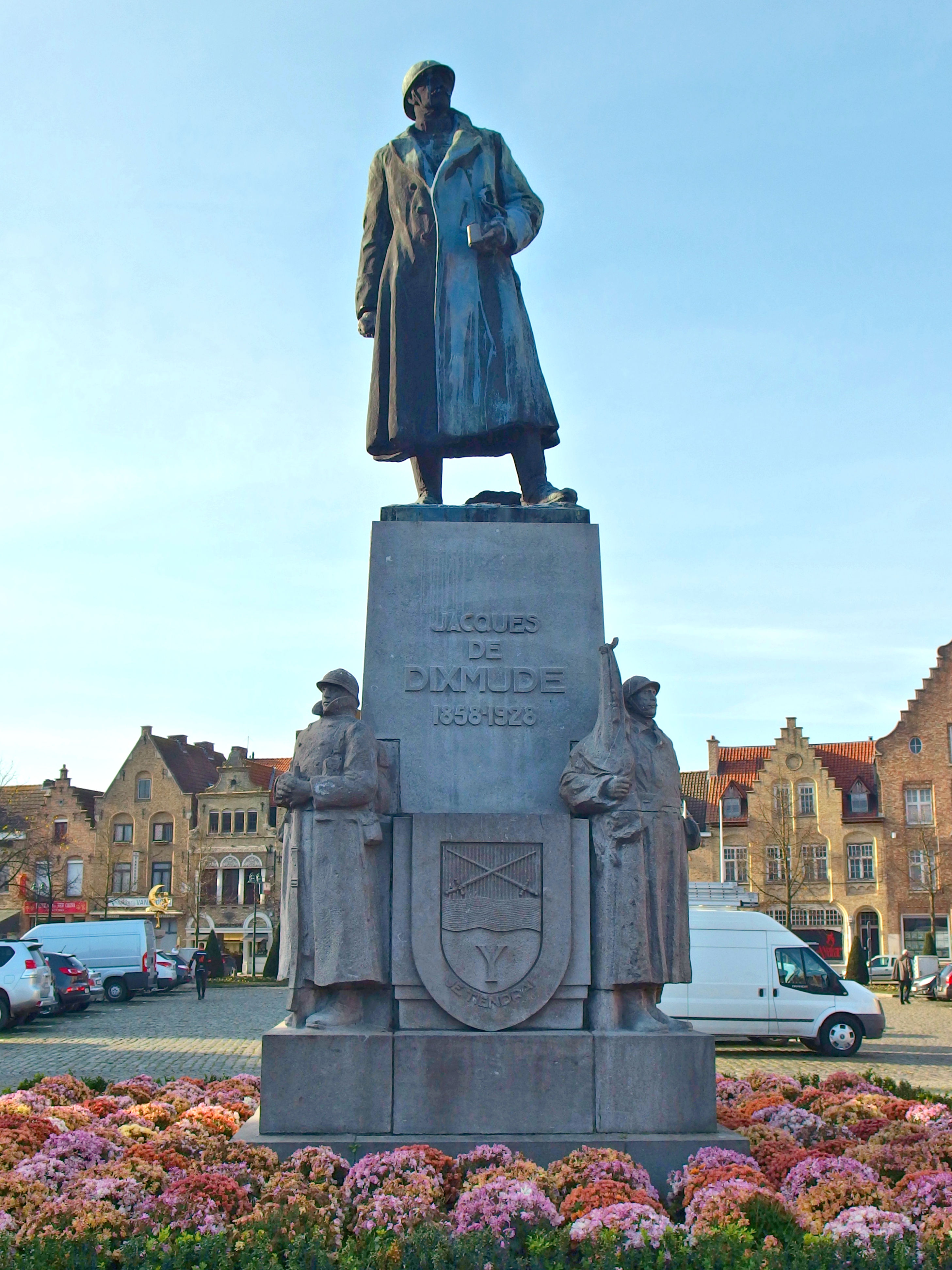
Monument au général Jacques à Dixmude.
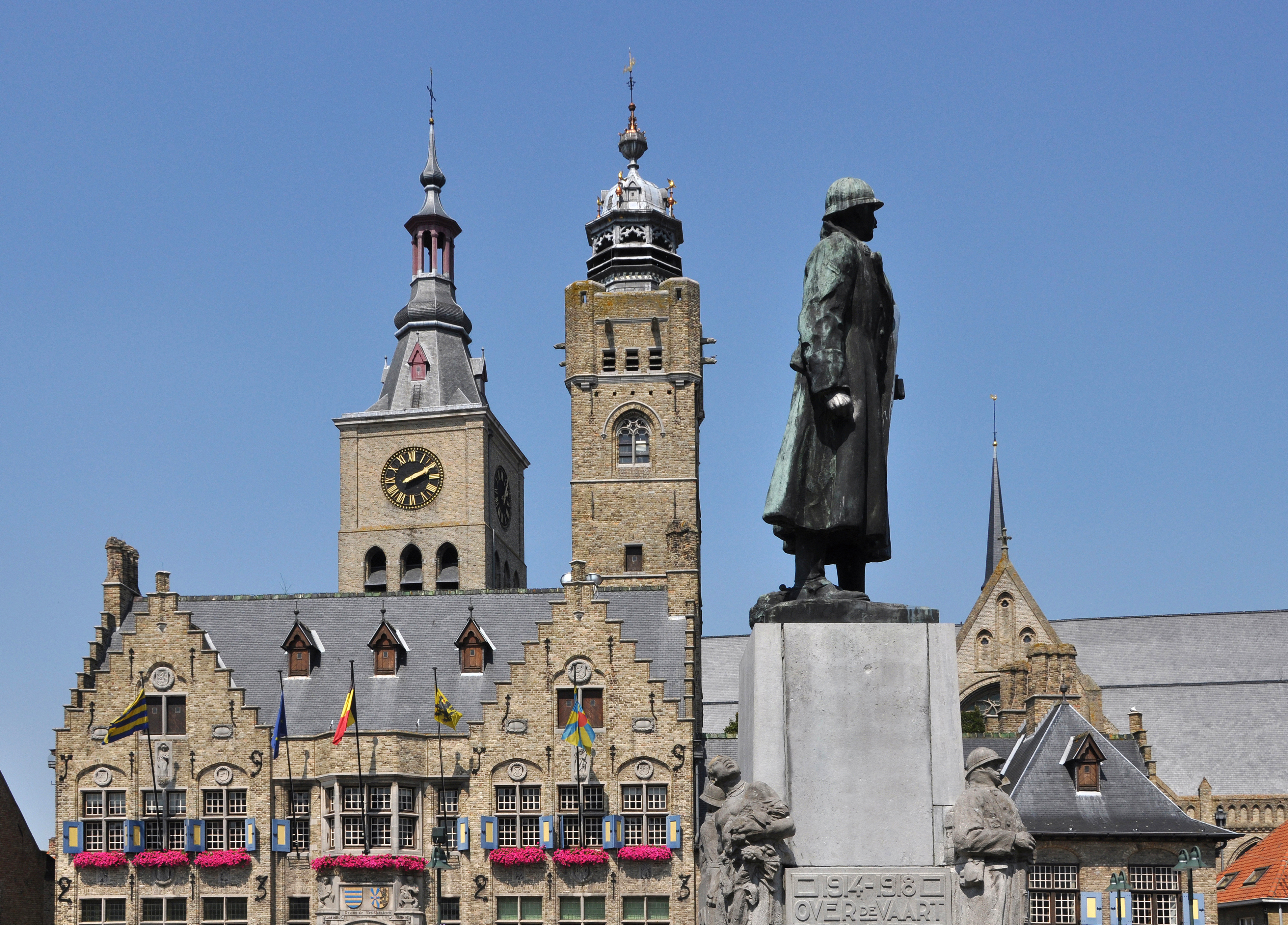
Statue du général Jacques et Hôtel de Ville de Dixmude.
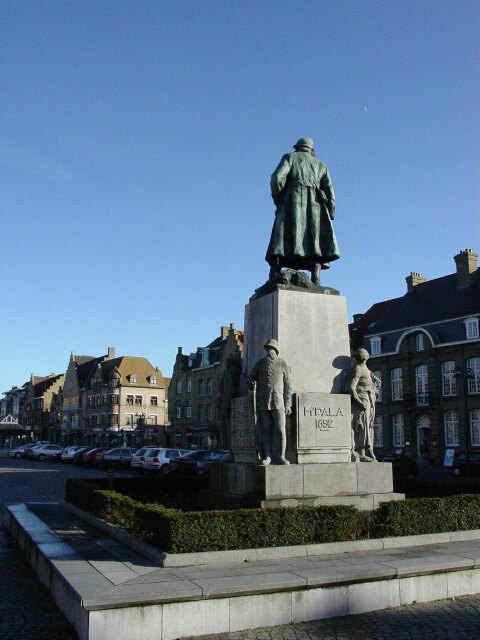
Arrière du socle de la statue de Dixmude avec un esclave libéré, un colon casqué et la mention M'pala 1892.
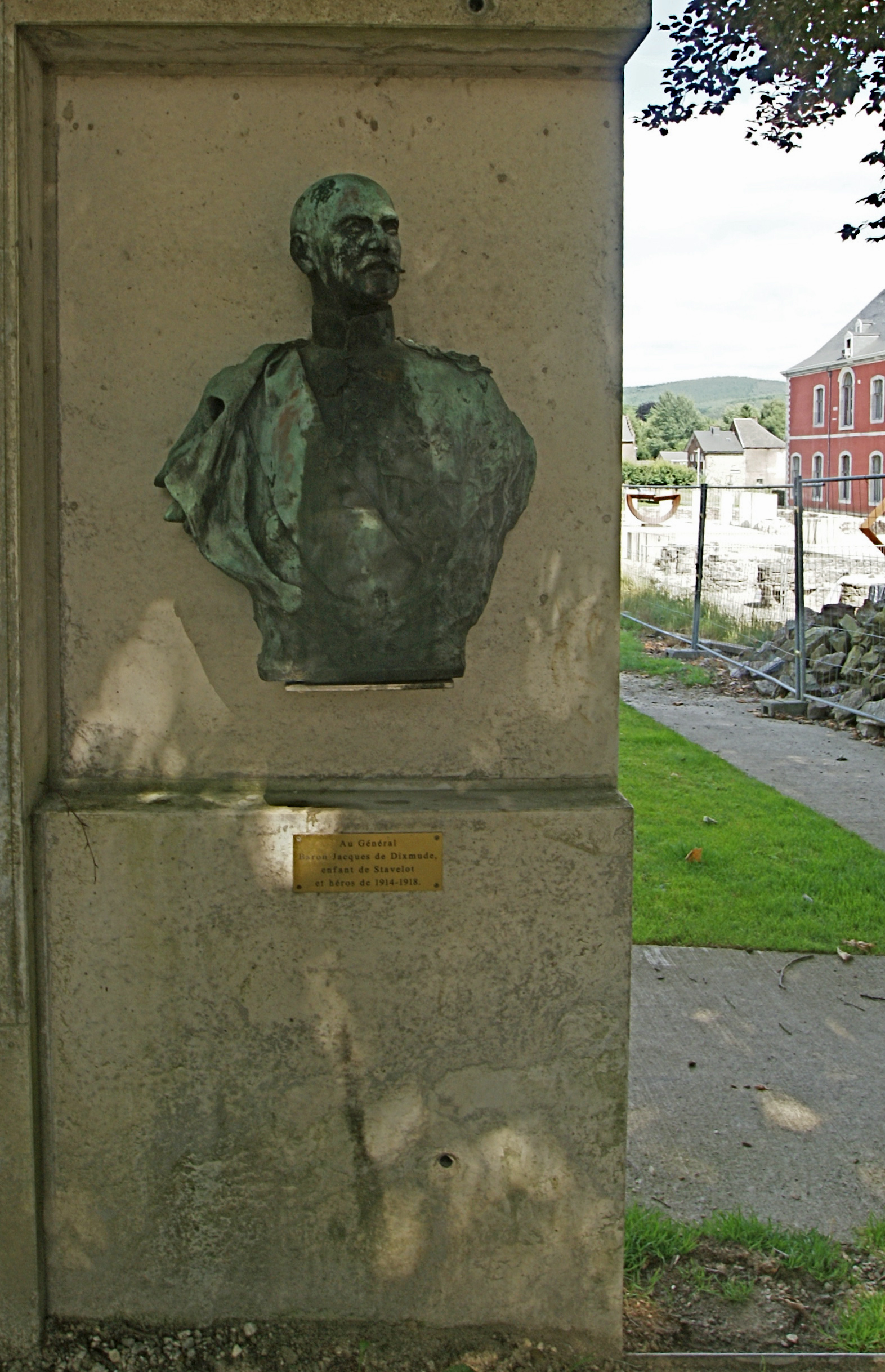
Buste du général Jacques à Stavelot.
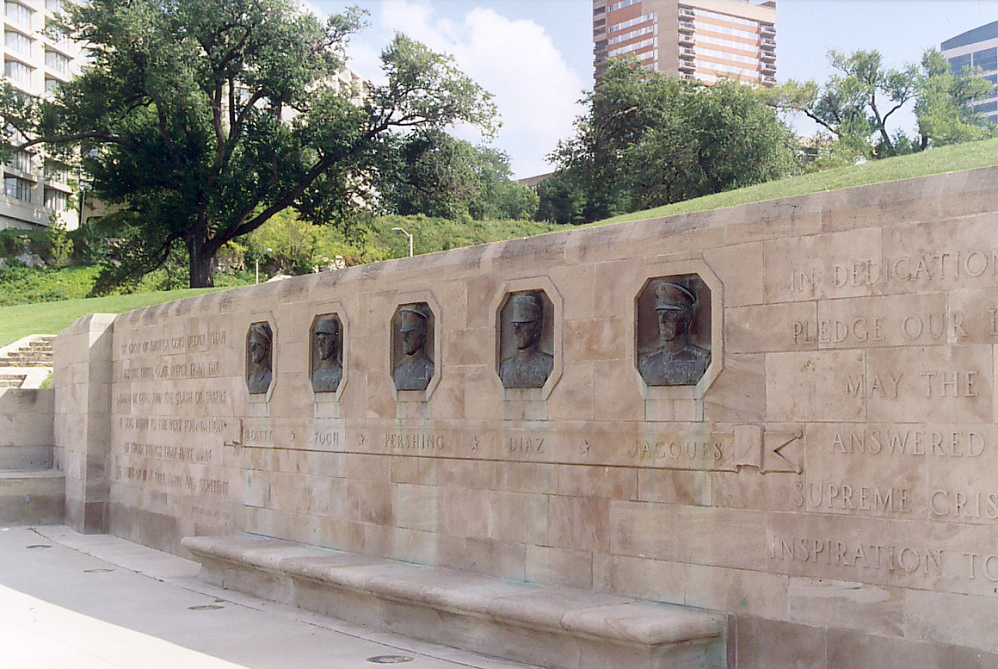
Buste de cinq chefs militaires alliés, les Généraux Beatty, Foch, Pershing, Diaz et Jacques, au Mémorial de la Liberté de Kansas City.

### Héraldique
| Armoiries de la famille Jacques de Dixmude | Armoiries de la famille Jacques de Dixmude |
| ------------------------------------------ | --- |
|                                            | Ces armoiries furent concédées par Albert I à Jules Marie Alphonse Jacques le 15 novembre 1919. Ecu: De gueules à la fasce ondée d’argent, accompagnée en chef de deux épées d’argent garnies d’or, passées en sautoir, et en pointe de la lettre Y d’or. Ornements extérieurs: l’écu surmonté, pour le titulaire et pour ceux de ses descendants qui seront appelés à porter après lui le titre que Nous lui accordons, d’une couronne de baron, et tenu par deux chevaliers d’argent, à la figure de carnation, armés de toutes pièces, la visière levée, ceints d’une épée d’argent garnie d’or, et tenant, celui de dextre un bouclier fascé d’or et d’azur de huit pièces, qui sont les armoiries de Dixmude, et à senestre un bouclier échiqueté d’argent et d’azur, qui sont les armoiries de Merckem, l’écu surmonté, pour ses autres descendants d’un heaume d’argent couronné, grillé, colleté et liseré d’or, doublé et attaché de gueules, aux lambrequins d’or et de gueules, cimier : un chevalier armé comme les tenants issant, ayant dans la dextre une lance d’or à la pointe d’argent ornée d’une banderolle tiercée en pal de sable, d’or et de gueules. Devise : « Je tiendrai », d’or sur un listel de gueules. |